# رائد قرملي
رائد قرملي (1962 -) دبلوماسي سعودي، يشغل منصب سفير خادم الحرمين الشريفين لدى روسيا منذ أبريل 2018.
حصل على بكالوريوس علوم سياسية من جامعة الملك سعود، وماجستير ودكتوراه سياسة من جامعة جورج واشنطن، وعمل معيدًا ثم أستاذًا مساعدًا في جامعة الملك سعود، ثم انتقل للعمل في وزارة الخارجية كنائب وكيل وزارة الخارجية للعلاقات الثنائية، ثم رئيس إدارة الدول الأمريكية.
كان سفيرًا لدى اليونان، ثم بلغاريا، ثم إيطاليا، ثم مالطا، ثم عُيّن سفيراً لدى روسيا. 